# Pterolophia beesoni
Pterolophia beesoni là một loài bọ cánh cứng trong họ Cerambycidae.